# Rigby
Rigby é uma cidade localizada no estado americano de Idaho, no Condado de Jefferson.

## Demografia
Segundo o censo americano de 2000, a sua população era de 2998 habitantes.
Em 2006, foi estimada uma população de 3291, um aumento de 293 (9.8%).

## Geografia
De acordo com o United States Census Bureau tem uma área de
2,6 km², dos quais 2,6 km² cobertos por terra e 0,0 km² cobertos por água. Rigby localiza-se a aproximadamente 1465 m acima do nível do mar.

## Localidades na vizinhança
O diagrama seguinte representa as localidades num raio de 20 km ao redor de Rigby.